# Gyllene Tider
Gyllene Tider (Goldene Zeiten) ist eine schwedische Popgruppe.

## Bandgeschichte
Die Gruppe gründete sich 1978 um Per Gessle und Mats Persson im schwedischen Halmstad. Micke Andersson, Göran Fritzon und Anders Herrlin komplettierten das Quintett. Das 1979 veröffentlichte Lied Billy verhalf zum Plattenvertrag, die LP Gyllene Tider wurde 1979 veröffentlicht und erlangte in Schweden enorme Popularität. Das meistverkaufte Album der Gruppe ist jedoch Moderna Tider (1981). Weitere Alben folgten.
Der Versuch, 1984 unter dem Namen Roxette und mit englischsprachigen Titeln auch den Weltmarkt zu erobern, scheiterte. Erst 1989 gelang Per Gessle zusammen mit Marie Fredriksson der internationale Durchbruch als Roxette.
1985 trennten sich Gyllene Tider. 1995 kam es zu einer Wiedervereinigung, die durch ein inzwischen legendäres Konzert in Halmstad und die Veröffentlichung einer EP sowie des Best-of-Albums Halmstads pärlor mit insgesamt vier neuen Liedern eingeleitet wurde, und der eine Tournee durch Schweden im folgenden Jahr 1996 folgte.
Das Jahr 2004 stand im Zeichen des 25-jährigen Jubiläums der Band. Gyllene Tider veröffentlichten das neue Album Finn 5 Fel! und absolvierten eine Jubiläumskonzertreise durch Schweden mit 21 Konzerten und rund 490.000 Besuchern. Im April 2013 erschien das Album Dags att tänka på refrängen, im Juli und August fand die gleichnamige Tour statt.
Bei dem Titel Run Run Run fungiert Gessles Roxette-Partnerin Marie Fredriksson als Backgroundsängerin.
Im Jahr 2019 ging die Band auf „Abschiedstournee“ mit 21 Konzerten in Schweden und Norwegen mit rund 254.000 Konzertbesuchern.
2023 fand erneut eine Tournee durch Skandinavien mit 20 Konzerten statt, zu der das Studioalbum Hux Flux veröffentlicht wurde.

## Trivia
- Ihr Song Sommartider wurde zum besten schwedischen Sommerhit aller Zeiten gewählt.
- Das Album Heartland wurde in den USA als Roxette-Album verkauft und enthielt nur 6 Titel.

## Diskografie

### Alben
| Jahr | Titel                       | Höchstplatzierung, Gesamtwochen, AuszeichnungChartsChartplatzierungen (Jahr, Titel, Platzierungen, Wochen, Auszeichnungen, Anmerkungen) | Anmerkungen                                       |
| Jahr | Titel                       | SE | Anmerkungen                                       |
| ---- | --------------------------- | --- | ------------------------------------------------- |
| 1980 | Gyllene Tider               | SE1 (25 Wo.)SE |                                                   |
| 1981 | Moderna tider               | SE1 (22 Wo.)SE |                                                   |
| 1982 | Puls                        | SE1 (30 Wo.)SE |                                                   |
| 1984 | The Heartland Café          | SE18 (4 Wo.)SE |                                                   |
| 1989 | Instant Hits                | SE3 Platin · (6 Wo.)SE |                                                   |
| 1990 | Parkliv, 1981               | SE19 (1 Wo.)SE | Livealbum Charteinstieg erst 2019                 |
| 1995 | Halmstads pärlor            | SE1 ×5Fünffachplatin · (104 Wo.)SE | Erstveröffentlichung: 15. Mai 1995                |
| 1997 | Återtåget                   | SE19 Gold · (9 Wo.)SE | Erstveröffentlichung: 17. November 1997 Livealbum |
| 2000 | Konstpaus                   | SE10 (12 Wo.)SE | Erstveröffentlichung: 17. Juli 2000               |
| 2004 | GT25 samtliga hits          | SE1 Platin · (35 Wo.)SE | Erstveröffentlichung: 24. März 2004 Kompilation   |
| 2004 | Finn 5 fel!                 | SE1 ×3Dreifachplatin · (28 Wo.)SE | Erstveröffentlichung: 9. Juni 2004                |
| 2013 | Dags att tänka på refrängen | SE1 ×2Doppelplatin · (19 Wo.)SE | Erstveröffentlichung: 24. April 2013              |
| 2019 | Samma skrot och korn        | SE6 (8 Wo.)SE | Erstveröffentlichung: 14. Juni 2019               |
| 2023 | Hux flux                    | SE1 (2 Wo.)SE | Erstveröffentlichung: 30. Juni 2023               |

Weitere Alben
- 1978: Billy EP

### Singles
| Jahr | Titel Album                                                              | Höchstplatzierung, Gesamtwochen, AuszeichnungChartsChartplatzierungen (Jahr, Titel, Album, Platzierungen, Wochen, Auszeichnungen, Anmerkungen) | Anmerkungen |
| Jahr | Titel Album                                                              | SE | Anmerkungen |
| --- | ------------------------------------------------------------------------ | --- | ----------- |
| 1979 | Himmel no. 7 / Flickorna på TV2 Gyllene Tider                            | SE1 (12 Wo.)SE |             |
| 1980 | När vi två blir en –                                                     | SE1 (71 Wo.)SE |             |
| 1981 | (Kom så ska vi) Leva livet Moderna Tider                                 | SE13 (1 Wo.)SE |             |
| 1981 | Ljudet av ett annat hjärta –                                             | SE3 (6 Wo.)SE |             |
| 1982 | Sommartider Puls                                                         | SE3 Gold · (74 Wo.)SE |             |
| 1989 | Sommartider Remix ’89 –                                                  | SE3 (5 Wo.)SE |             |
| 1995 | Det är över nu –                                                         | SE11 (13 Wo.)SE |             |
| 1995 | Kung av sand –                                                           | SE31 (3 Wo.)SE |             |
| 1996 | e.p. –                                                                   | SE1 Platin · (49 Wo.)SE |             |
| 1996 | Juni, juli, augusti –                                                    | SE37 (7 Wo.)SE |             |
| 2004 | Tuffa tider (för en drömmare) / En sten vid en sjö i en skog Finn 5 Fel! | SE1 Platin · (21 Wo.)SE |             |
| 2004 | Solsken Finn 5 Fel!                                                      | SE20 (10 Wo.)SE |             |
| 2004 | Jag borde förstås vetat bättre Finn 5 Fel!                               | SE23 (4 Wo.)SE |             |
| Folgende Lieder erschienen nicht als Single, wurden aber durch das Album zum Download und Streaming bereitgestellt und konnten somit eine Platzierung erlangen: |                                                                          | |             |
| |                                                                          | |             |
| 2025 | Gå & fiska! Konstpaus                                                    | SE58 (1 Wo.)SE |             |

## Videoalben
- 2004: GT 25 Live! En scen vid en plats i en stad (SE: ×2Doppelplatin )